# Randers
Pour la commune à laquelle la ville donne son nom, voir Randers (commune).
Randers est une ville portuaire du Danemark, chef-lieu de la commune homonyme, dans la région du Jutland-Central. Elle est située à 40 km au nord d’Aarhus et 43 km à l'est de Viborg. La ville est arrosée par la Gudenå, qui se déverse dans le fjord de Rander. Ainsi, Randers se trouve à 25 km de la côte du Kattegat. La vieille ville (commune de 1970 à 2006) avait une superficie de 154 km2. Depuis la réforme administrative du 1er janvier 2007, les communes de Langå, de Mariager, de Nørhald, de Purhus et de Sønderhald ont fusionné avec Randers (nouvelle superficie : 800,14 km2). Cette nouvelle agglomération a été rattachée au Jutland central.
Jusqu'en 2012, la ville a abrité le siège de la société Vestas.

## Jumelages
La ville de Randers est jumelée avec :
- Akureyri (Islande) ;
- Ålesund (Norvège) ;
- Lahti (Finlande) ;
- Västerås (Suède) ;
- Jelenia Góra (Pologne).

## Personnalités liées à la commune
- Les architectes Lise Roel et Hugo Höstrup.
- Karen Hoff (1921-2000), céiste, championne olympique et du monde.
- J. V. Martin (1930-1993), artiste danois né et mort dans cette ville.
- Jesper Tørring, champion d'Europe du saut en hauteur en 1974.
- Emmelie de Forest, chanteuse.
- Johan Ankerstjerne, directeur de la photographie.
- Rasmus Munk, chef étoilé, né en 1991.